# Georg August Zinn
Pour les articles homonymes, voir Zinn.
Georg August Zinn, né le 27 mai 1901 à Francfort-sur-le-Main et décédé le 27 mars 1976 à Francfort-sur-le-Main, est un homme politique allemand membre du Parti social-démocrate d'Allemagne (SPD).
En 1948, il intègre le conseil parlementaire, chargé de rédiger une Constitution ouest-allemande, où il prend la présidence de la commission des Affaires constitutionnelles, puis est élu député fédéral au Bundestag en 1949. Il devient quelques mois plus tard ministre de la Justice de Hesse, puis est investi ministre-président du Land à la suite de la victoire du SPD à la majorité absolue en 1950.
Il la perd dès les élections régionales de 1954, et s'allie pour huit ans avec le Bloc des réfugiés (BHE). Il retrouve sa majorité en 1962, abandonnant un an plus tard le portefeuille de la Justice, et décroche quatre ans plus tard le meilleur résultat d'un parti en Hesse. Il démissionne en 1969, invoquant des raisons de santé.

## Biographie

### Formation et carrière
Après avoir obtenu son Abitur en 1920 à Cassel, il entame trois ans plus tard des études supérieures de droit à Göttingen, et les poursuit à Berlin. Il les achève en 1927 en passant avec succès son premier diplôme juridique d'État, décroche le second en 1931 et s'installe alors comme avocat à Cassel.
Au cours de la Seconde Guerre mondiale, il sert comme soldat dans la Wehrmacht, ce qui lui vaut d'être arrêté par les forces armées des États-Unis à l'issue du conflit. Il est toutefois relâché dès juin 1945.

### Famille
Fils d'un ingénieur, il était marié à Christa Zinn, née en 1927 et décédée en 2000. De ce mariage sont nés trois enfants : le professeur de sciences économiques Karl-Georg Zinn, le docteur en médecine Georg-Christian Zinn et le juriste Philip-André Zinn.
Georg August Zinn est décédé le 27 mars 1976, à l'âge de 74 ans.

## Parcours politique

### Au sein du SPD
Il rejoint le Parti social-démocrate d'Allemagne (SPD) en 1919. À partir de 1924, il est membre de la milice de la Reichsbanner Schwaz-Rot-Golde, formée par divers partis et syndicats qui a pour but de défendre le régime de la République de Weimar.
En 1947, il est élu président du SPD de Hesse, un poste qu'il n'abandonne que vingt-deux ans plus tard au profit d'Albert Osswald. En outre, il fait partie de l'équipe de campagne de Willy Brandt pour les législatives de 1961. En cas de victoire du SPD, il aurait occupé le poste de ministre fédéral de la Justice.

### Élu local et carrière en Allemagne fédérale
Avant la Seconde Guerre mondiale, il est élu au conseil municipal de Cassel en 1929. Après le conflit, il devient membre du conseil économique de la bizone, dont il est vice-président et président de la commission de la Justice. En 1948, il est désigné membre du conseil parlementaire, l'organe chargé de rédiger la Constitution allemande. Il y préside la commission des Affaires constitutionnelles et juridiques et occupe un poste de vice-président de la commission des Questions politiques et des libertés fondamentales. Élu député fédéral au Bundestag lors des législatives du 14 août 1949, il devient ministre de la Justice de Hesse le 9 septembre suivant.

### Ministre-président de Hesse
Le 14 décembre 1950, soit un mois après la nette victoire du SPD aux élections régionales, Georg August Zinn est investi ministre-président de Hesse. Il perd sa majorité absolue lors du scrutin de 1954, mais forme une alliance avec le Bloc des réfugiés (GB/BHE) qui lui assure son maintien au pouvoir. Il poursuit cette alliance jusqu'en 1966, et ce alors même qu'il avait retrouvé quatre ans plus tôt sa majorité absolue. En 1963, il abandonne son poste de ministre de la Justice à Lauritz Lauritzen, et remporte trois ans plus tard les élections régionales avec 51 % des voix, le meilleur résultat jamais obtenu, encore aujourd'hui, par un parti en Hesse. Le 3 octobre 1969, invoquant des raisons de santé, il démissionne et cède sa place à son vice-ministre-président et ministre des Finances, Albert Osswald.
En sa qualité de chef de gouvernement régional, il a assumé par deux fois la présidence tournante d'un an du Bundesrat : entre 1953 et 1954, et de 1964 à 1965.